# Convoi HXF 7
Le convoi HXF 7 est un convoi rapide passant dans l'Atlantique nord, pendant la Seconde Guerre mondiale. Il part de Halifax au Canada le 31 octobre 1939 pour différents ports du Royaume-Uni et de la France. Il arrive le 12 novembre 1939.

## Composition du convoi

### Navires[2]
- Royaume-Uni : Matra, Craftsman, San Ambrosio, Remuera, Bradford City, Rangitane, Gregalia, Pacific Pioneer, Inverilen
- France : San Antonio, Fort Richepanse, San Pedro
- Panama : J. H. Senior

### Escorte[3]
- Croiseur auxiliaire britannique : HMS Asturias

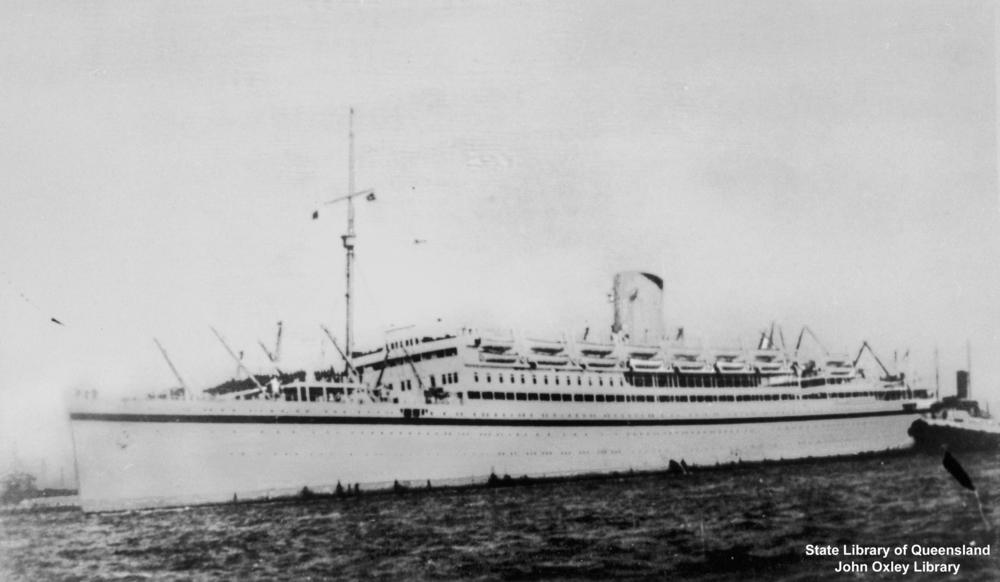
HMS Asturias

## Voyage
Parti le 31 octobre, le convoi navigue à une vitesse moyenne de 11,5 nœuds pour arriver le 12 novembre à Liverpool
Le cargo britannique Matra, en voyage depuis Baltimore vers Londres avec 5 750 tonnes de marchandises diverses, dont de l'acétate de butyle, des pièces de machines, de la cire de paraffine, de l'éthylène glycol, 200 tonnes de minerai d'antimoine et 331 tonnes de caoutchouc, heurte une mine le 13 novembre 1939 (posée par un destroyer allemand), au large de Margate. Échoué sur le récif de Shingles Patch, 16 (ou 17 ?) hommes d'équipage meurent.